# Zeg 'ns Aaa (1981)
Zeg 'ns Aaa was een van de populairste en langstlopende Nederlandse sitcoms. De serie omvat 212 afleveringen en werd vanaf 1 januari 1981 tot en met 13 februari 1993 uitgezonden door de VARA. Chiem van Houweninge en Alexander Pola schreven aanvankelijk de scripts, later met tekstbijdragen van Marina de Vos, de echtgenote van Van Houweninge. In het laatste seizoen werd ook meegeschreven door Lars Boom. De muziek werd gecomponeerd door Ruud Bos en ingezongen door Nelleke Burg. Zeg 'ns Aaa werd opgenomen in een studio met publiek.

## Idee
Chiem van Houweninge speelde samen met Annet Nieuwenhuijzen in Moeder Courage. Zij kwam met het idee om een serie over een vrouwelijke huisarts te maken. Toen de VARA een nieuwe comedy wilde, gingen Van Houweninge en Pola samenwerken aan Zeg 'ns Aaa. Er was nog een ander concept (niet bekend welk), maar regisseur Nico Knapper koos voor Zeg 'ns Aaa.
Het personage van Mien Dobbelsteen is (onbewust) ontstaan naar voorbeeld van een huishoudster (Anneke van der Steen) die in huize Van Houweninge werkte. Zij nam alles op haar schouders, maar was ook wel wat bedisselend, aldus Van Houweninge. En: "Later realiseerde ik me dat er in mijn onderbewustzijn veel van Anneke doorkwam.".
Regisseur Nico Knapper koos er voor, dat Mien door iedereen met 'u' en 'mevrouw' werd aangesproken (in tegenstelling tot bijvoorbeeld Koos en Jopie). De huishoudster in het gezin waar Knapper opgroeide werd ook met u aangesproken. Een teken van respect, aldus zijn moeder.

## Verhaallijnen
In de serie staat de huisarts en alleenstaande moeder Lydie van der Ploeg centraal met haar zoon Gert-Jan en dochter Nancy. Ze heeft een huishoudster Mien Dobbelsteen die is getrouwd met bouwvakker Koos Dobbelsteen. Lydie, die erg vergeetachtig is, krijgt een relatie met chirurg Hans Lansberg, met wie ze later trouwt. Dochter Nancy vertrekt naar het buitenland en in haar plaats komt Pien, de vriendin van Gert-Jan, inwonen. Na de geboorte van hun zoon Pim scheiden ze en vertrekt Pien. Gert-Jan krijgt een nieuwe vriendin, Teuntje. Later vertrekt ook Gert-Jan, die ook huisarts is geworden en compagnon van Lydie is, met Teuntje naar het buitenland. 
Nieuwe medebewoonster in het huis wordt Wiep Lansberg, het nichtje van Hans. Wiep zit op de kunstacademie en krijgt een relatie met John Wijntak, de nieuwe compagnon van Lydie. Ze gaan later in het huis naast Lydie wonen. Aan de andere kant woont geruime tijd buurman Buys, maar die vertrekt naar Moskou. Mien Dobbelsteens zuster Annie trouwt later met de vriend van Koos, scharrelaar Jopie Schellenduin.
Het was eigenlijk de bedoeling dat de serie zou draaien om Lydie, de alleenstaande huisarts (weduwe) en haar kinderen. De focus verplaatste zich echter naar Mien, de volkse huishoudster met haar hart op de tong. “Kijkers identificeerden zich enorm met haar, meer dan met die werkende vrouwelijke arts, die voor die tijd best vooruitstrevend was,” aldus scenarioschrijver Chiem van Houweninge. "Mien raakte een snaar."
Terugblikkend zei Sjoukje Hooymaayer daarover in het televisieprogramma TV Monument: "Ik dacht alleen maar, het gaat om het geheel. Op deze manier werkt het. Het is een groot succes en ik mag daar deel van uitmaken. Ik heb mij daar nooit rottig of ongelukkig om gevoeld."
Hét kenmerkende element van de serie was dat Mien Dobbelsteen de telefoon opnam met de beroemde zin "Met de assistente van dokter Van der Ploe-oeg!!". Carrie Tefsen zegt daarover: "Die telefoon aannemen is pas veel later gekomen. Opeens hadden ze geschreven 'met de assistente van dokter Van der Ploeg'. En dat zei ik gewoon. En op de een of andere manier was dat zó leuk?! Onbewust heb ik dat zo gedaan. En nu nog zeggen ze: ach, zeg het nog eens..."

## Succes en einde
Zeg 'ns Aaa was een enorm succes. De eerste afleveringen werden niet zo goed bekeken, maar later werd het het best bekeken televisieprogramma van de Nederlandse televisie. In het winterseizoen '83/'84 keken tot 7,7 miljoen mensen naar een aflevering.  Midden jaren tachtig (Nederland had toen twee televisienetten) bekeken zo'n 8 miljoen mensen de serie.
In dagblad De Stem werd scenarioschrijver Alexander Pola (ter gelegenheid van de 100ste aflevering) gevraagd naar de reden van het succes van de serie. Hij zei daarop dat alles wat in de serie gebeurt, ook in het echt gebeurt. Het waren dagelijkse belevenissen van gewone mensen. Marina van Houweninge wist vaak grappige voorvallen uit haar kennissenkring te vertellen of kwam met leuke berichtjes uit de krant, aldus Pola. Dat was dan vaak de aanzet voor een scène.
In september 1992 wordt in een paginagroot artikel in De Telegraaf bekend dat de serie stopt. In een later artikel, ter gelegenheid van de laatste aflevering, zegt scenarioschrijver Van Houweninge dat de serie te veel tijd en energie kostte en hij niet toekwam aan andere zaken. Hij nam samen met Pola de beslissing om te stoppen. Alexander Pola moest vanwege ziekte kort daarop noodgedwongen stoppen als scenarioschrijver (hij overleed in oktober 1992, nog voor de laatste uitzending). Andere scenarioschrijvers zoeken wilden ze niet.
Van Houweninge: "Toen we het nieuws naar buiten brachten leek het of de derde wereldoorlog was uitgebroken. Zo'n stortvloed van reacties hadden we echt niet verwacht. Velen namen het ons kwalijk, anderen waren het met ons eens dat het een verstandig besluit was, omdat ze na al die tijd een beetje op Mien en Koos en de doktersfamilie waren uitgekeken."

## Gouden Televizierring
De serie won in 1984 de Gouden Televizier-Ring voor het beste programma op de Nederlandse televisie van dat jaar. Het leidde tot een kleine controverse, omdat Manfred de Graaf (dokter Lansberg) de ring aanvankelijk weigerde, "omdat hij zich niet kan vinden in alle bekroonden," zoals De Telegraaf scheef in 1984. Hij vond dat alleen de hoofdrolspelers een ring zouden moeten krijgen.
Na een goed gesprek met de hoofdredacteur van AVRO's  televisiegids Televizier (organisator van het ringgala), draaide De Graaf bij en werden negen ringen aan de vingers van schrijvers, regisseur en acteurs geschoven. 

## Rolverdeling

### Hoofdrolspelers
| Personage                                        | Acteur/actrice     | Periode                                      |
| ------------------------------------------------ | ------------------ | -------------------------------------------- |
| Dokter Lydie van der Ploeg (Lansberg)-van Opzand | Sjoukje Hooymaayer | 1981-1993, 2009 gastrol                      |
| Dokter Hans Lansberg                             | Manfred de Graaf   | 1981-1993                                    |
| Mien Dobbelsteen-Kalkman                         | Carry Tefsen       | 1981-1993, 2009                              |
| Koos Dobbelsteen                                 | John Leddy         | 1981-1993                                    |
| Gert-Jan van der Ploeg                           | Hans Cornelissen   | 1981-1988, 1993 gastrol, 2009                |
| Nancy van der Ploeg                              | Renée Soutendijk   | 1981-1982                                    |
| Pien van der Ploeg-van Zanten                    | Monique Rosier     | 1983-1986, 1988, 1993, 2009 gastrol          |
| Wiep Lansberg                                    | Kiki Classen       | 1988-1993, 2009                              |
| Dokter John Wijntak                              | Kenneth Herdigein  | 1988-1993                                    |
| Tante Engel                                      | Kenneth Herdigein  | 1991 gastrol                                 |
| Jopie Schellenduin                               | Herman Kortekaas   | 1984-1993                                    |
| Annie Schellenduin-Kalkman                       | Ria Valk           | 1986-1993, 2009 gastrol                      |
| Buurman (Eugène) Buys                            | Coen Flink         | 1988-1991, 1993 gastrol                      |
| Henry Buys                                       | Coen Flink         | 1991 gastrol (eeneiige tweelingbroer Eugène) |
| Teuntje van der Meer                             | Sylvia Holstijn    | 1986-1988                                    |
| Meneer van Zanten                                | Piet Hendriks      | 1981                                         |
| Pim van der Ploeg                                | Job Bovelander     | 2009                                         |
| Nel Kalkman                                      | Coby Timp          | 2009                                         |
| Priscilla Kalkman                                | Ellen Pieters      | 2009                                         |

### Andere rollen
| Personage                                          | Acteur/actrice        | Periode         |
| -------------------------------------------------- | --------------------- | --------------- |
| Arie Kalkman, de vader van Mien & Annie            | Jan Blaaser           | 1986-1988       |
| Oma Van Opzand, de moeder van Lydie                | Nel Snel              | 1981            |
| Oma Van Opzand, de moeder van Lydie                | Georgette Rejewski    | 1983-1993       |
| Ankie                                              | Nada van Nie          | 1982-1983       |
| Nel (boerendochter)                                | Monique Rosier        | 1982            |
| Mevrouw Bijlstra                                   | Trees van der Donck   | 1983-1988, 1992 |
| Kinderarts Thea                                    | Hetty Heyting         | 1984-1987       |
| Map                                                | Carline Brouwer       | 1985-1987       |
| Verpleegster                                       | Inge Ipenburg         | 1983-1988       |
| Canci Lansberg, de zus van Hans en moeder van Wiep | Simone Rooskens       | 1984-1993       |
| Hülya                                              | Hülya Yilmaz          | 1984-1986, 1990 |
| Esther                                             | Paula Patricio        | 1986-1987       |
| Mevrouw Hamer                                      | Elise Hoomans         | 1986-1988       |
| Kees van Dam                                       | Alexander Pola        | 1987-1988       |
| Flossie, de teckel van Lydie                       | Pepijn                | 1987-1992       |
| Huub                                               | Steven de Jong        | 1988            |
| Jan-Willem van Beuzekom                            | Johan Ooms            | 1990            |
| Annemarie                                          | Willemijn van der Ree | 1993            |
| Rogier                                             | Dick van den Toorn    | 1992-1993       |
| Mehmet                                             | Ergun Simsek          | 1992-1993       |
| Paolo Picoli, vriend van Canci Lansberg            | Fabio Sarno           | 1989            |

### Gastrollen
(onder andere) Ab Abspoel, Carolien van den Berg, Bram Biesterveld, Filip Bolluyt, Bertus Botterman, Max Croiset, Caroline van Gastel, Cees Heyne, Klaas Hofstra, Ferd Hugas, Henny Huisman, Rob van Houten, Eric van Ingen, Emile Jansen, Simone Kleinsma, Koos van der Knaap, Mimi Kok sr., Hans Leendertse, Jan-Simon Minkema, Onno Molenkamp, Lex de Regt, Peter Jan Rens, Ellen Röhrman, Nico Schaap, Elsje Scherjon, Wim Serlie, Paul van Soest, Perla Thissen, Bob van Tol, Bram van der Vlugt, Anja Winter

## Afleveringen
Zie Lijst van afleveringen van Zeg 'ns Aaa

## Spin-off
In 1991 werd de spin-offserie Oppassen!!! gestart rond de tweelingbroer van buurman Buys, die inmiddels naar Moskou was verhuisd. Deze serie liep tot 2003. Vervolgens kwam uit Oppassen!!! weer een spin-off voort, Bergen Binnen. In aflevering 163 (december 1990) heeft buurman Buys het in Zeg 'ns Aaa over zijn tweelingbroer die in Rotterdam woont. In aflevering 170 (februari 1991) komt Mien de tweelingbroer met zijn dochter Simone (zoals ze in de Oppassen!!! heet) tegen op straat (wat tot toestanden leidt, omdat de tweelingbroer Mien natuurlijk niet herkent). 

## Theater
Van september 2003 tot en met november 2004 was Zeg 'ns Aaa als toneelstuk te zien in de Nederlandse theaters, met in de hoofdrollen Carry Tefsen, ‘Lydie van der Ploeg’, ‘Hans Lansberg’, ‘Gert-Jan van der Ploeg’, ‘Wiep Lansberg’ en de moeder van Tefsen. In 2007/2008 was het nieuwe toneelstuk Zeg 'ns Aaa - Met de assistente van... in de Nederlandse theaters te zien. Sjoukje Hooymaayer, Manfred de Graaf en John Leddy speelden hier niet in mee. De beide toneelstukken werden geproduceerd door Hans Cornelissen (Gert-Jan in de serie).

## Nieuwe serie
"Er is mij de afgelopen weken regelmatig gevraagd of ik de draad over een paar jaar weer ga opnemen. Ik kan zeggen dat dat niet zal gebeuren. Het wordt een afscheid voor altijd," aldus scriptschrijver Chiem van Houweninge in een interview bij de laatste aflevering van Zeg 'ns Aaa in februari 1993.
Toch kruipt het bloed waar het niet gaan kan en in maart 2009 startte er een nieuwe serie Zeg 'ns Aaa, uitgezonden op de Nederlandse zender RTL 4. Geschreven door het echtpaar Van Houweninge.
De kijkcijfers vielen echter tegen. Het vervolg bleef bij een seizoen met 13 afleveringen, waarvan de laatste op 29 april 2010 werd uitgezonden.

## Zeg 'ns Aaa in het buitenland

### Spanje
In Spanje is de serie nagesynchroniseerd in het Catalaans en onder de titel On li fa mal ('Waar doet het zeer?') uitgezonden. Op TVE was de serie, in het Castiliaans nagesynchroniseerd, vanaf 1992 te zien onder de titel Diga 33.

### Duitsland
In Duitsland is met een eigen cast een Duitse versie van Zeg 'ns Aaa gemaakt met als titel Sag mal Aah. De personages kregen allen Duitse namen: Dr. Claudia Winkler (Dr Lydie van der Ploeg), Hans Landsberg (Hans Lansberg), Christoph Winkler (Gert-Jan van der Ploeg), Ulli Winkler (Nancy van der Ploeg), Pia Winkler (Pien van der Ploeg), Maria Doberstein (Mien Dobbelsteen), Kurt Doberstein (Koos Dobbelsteen).
In totaal zijn 40 Duitse afleveringen gemaakt. Op enkele afleveringen na is de hele serie Sag mal Aah door de ARD uitgezonden tussen april en oktober 1991.
Verder is het origineel uitgezonden in het Verenigd Koninkrijk, Australië, Nieuw-Zeeland en België.

## Sluikreclame
Zeg 'ns Aaa is een van de eerste voorbeelden van sluikreclame op de Nederlandse televisie. Vooral om het IKEA-bankstel. Omdat in aflevering 91 (maart 1987) het gebloemde bankstel vlam vat, staat er vanaf aflevering 92 een modern, nieuw bankstel bij de familie Van der Ploeg in de woonkamer. Diezelfde bank staat ook op de voorpagina van de IKEA-catalogus van 1986.  
Verder zien we regelmatig bekende merkproducten op de ontbijttafel staan en sjouwt Koos met kratten Grolsch (hoewel hij niet echt merkvast lijkt). Het is overigens niet zeker dat het in alle gevallen om sponsoring ging. De politiek zinde het allemaal niet, ook naar aanleiding van sluikreclame in andere programma's, en bezon zich op maatregelen. Zeg 'ns Aaa kreeg overigens nooit een boete voor het maken van reclame. 

## Trivia
- Buitenopnames van het huis van Mien en Koos Dobbelsteen, dat in de serie het adres Hugo de Grootstraat 18-1[15] heeft, werden gemaakt in de Achillesstraat en aan de Stadionweg in Amsterdam. In aflevering 108 Pas op de verf was het echter huisnummer 50-52 en in aflevering 186 De achtervolging huisnummer 54-56.
- Buitenopnames van het huis van Lydie en Hans dat in de serie het adres Bloemstraat 5[16] heeft, werden gemaakt in de Hacquartstraat in Amsterdam.
- Over de moeder van Mien Dobbelsteen, Nel Kalkman, wordt al in het eerste seizoen verteld dat ze is overleden. Echter in de vernieuwde versie in 2009 op RTL 4 heeft de moeder van Mien zelfs een hoofdrol. De rol van Nel Kalkman wordt dan vertolkt door Coby Timp.
- Monique Rosier speelt in het tweede seizoen (1982) de (bij)rol van Nel, een vriendin van Nancy en Gert-Jan. Vanaf 1983 speelt zij als Pien een hoofdrol in de serie.
- Na het succes van de theatervoorstellingen was er een plan voor een speelfilm van de populaire serie. Het bleef bij een plan.[17]
- Er werden in de serie ook maatschappelijke onderwerpen besproken. Mien gaat bijvoorbeeld energie besparen, Koos doet vrijwilligerswerk als monteur op een Greenpeace-schip en ze adopteren twee kinderen via het  Foster Parents Plan. In aflevering 196 (oktober 1992) bezoeken Koos en Mien hun foster parentszoon in Ecuador.
- Op 18 december 1987 haalde Zeg'ns Aaa de voorpagina van De Telegraaf onder de kop 'Garnalenhandel ziek van Zeg 'ns AAA'. Het bleek dat sommige vishandelaren amper nog garnalen verkochten na een aflevering van Zeg 'ns Aaa. In de aflevering Niet voor de poes moet iedereen naar het ziekenhuis om zijn/haar maag te laten leegpompen vanwege het eten van vermeend giftige garnalen. Hoe anders is de poes overleden? Die bleek echter te zijn aangereden door de overbuurman. Met fatale gevolgen. [18]
- De repetities voor de serie werden 13 jaar lang gehouden in de kantine van roeivereniging De Amstel in Amsterdam. Regisseur Nico Knapper was daar lid.
- De kosten per aflevering waren zo'n 70.000 gulden. "Een betrekkelijk laag bedrag," volgens toenmalig Vara-voorzitter Marcel van Dam.[6]
- In 1989 werkte het team van Zeg 'ns Aaa mee aan een televisieprogramma over de invoering van een verbeterd belastingaangiftebiljet.[19]
- Kinderarts Thea en Map waren mogelijks het eerste lesbische koppel in een fictiereeks van eigen bodem. [20]